# Mi camino es amarte
Mi camino es amarte är en mexikansk telenovela som sändes på Las Estrellas från 2022 till 2023, med Susana González, Gabriel Soto, Mark Tacher och Ximena Herrera i huvudrollerna.

## Rollista (i urval)
- Susana González – Daniela Gallardo[4]
- Gabriel Soto – Guillermo "Memo" Santos Pérez[5]
- Mark Tacher – Fausto Beltrán
- Ximena Herrera – Karen Zambrano
- Sara Corrales – Úrsula Hernández
- Mónika Sánchez – Amparo Santos
- Sergio Reynoso – Humberto Santos
- Leonardo Daniel – Eugenio Zambrano
- Fabián Robles – Aarón Peláez
- Alfredo Gatica – César Ramírez
- Camille Mina – Isabella Beltrán
- André Sebastián – José María "Chema" Hernández
- Ara Saldívar – Jesusa "Chuchita" Galván
- Julián Figueroa – Leonardo Santos
- María Prado – Nélida
- Araceli Adame – Berenice
- Karla Esquivel – Gabriela "Gaby" Hernández
- Rodrigo Brand – Juan Pablo "Juanpa" Gallardo
- Diana Haro – Guadalupe "Lupita" Hernández
- Carlos Said – Sebastián Zambrano
- Alberto Estrella – Macario Hernández
- Gabriela Zamora – Yolanda[6]
- Maya Tierrablanca – Graciela "Grace"
- Nicole Curiel – Estefanía Maldonado[7]
- Rosa Gloria Chagoyán – Lola "La Trailera"[8]